# José María Múzquiz
José María Múzquiz Echaiz (Múzquiz, Coahuila; 25 de noviembre de 1842 - Saltillo, Coahuila de Zaragoza, 17 de diciembre de 1901) fue un abogado y político mexicano que fue gobernador de Coahuila en varias ocasiones.

## Biografía
Nació en Múzquiz, Coahuila, el 25 de noviembre de 1842, siendo hijo de Eugenio Múzquiz Lozano y de Guadalupe Echaiz Carrasco; fue bautizado cuatro días después en la Iglesia parroquial de Santa Rosa. Fue uno de los maestros fundadores del Ateneo Fuente y alumno del primer curso de jurisprudencia que  ahí se impartió. Fue diputado al Congreso de la Unión, y el 30 de junio de 1899, en su informe anual, explica por qué se llama Ateneo Fuente dicha institución, exponiendo que no sólo se debe a la memoria de Juan Antonio de la Fuente; sino también porque de él nació la idea de crear esa institución. Estuvo casado con María de Jesús Valdés, hija de don Agustín Valdés y de doña Concepción Elguezábal; su hija Elena Múzquiz Valdés fue esposa del general Adolfo Huerta Vargas.
Fue el duodécimo director del Ateneo Fuente; fungió como secretario general de gobierno del gobernador José María Garza Galán, durante el periodo 1889 - 1893, en esta última fecha Garza Galán renunció, y Múzquiz fue gobernador del estado en tres ocasiones: dos de forma interina y 1 de manera constitucional.
Durante su interinato derogó los decretos mediante los cuales se habían creado las jefaturas políticas y el puesto de inspector de caminos en el distrito de Río Grande. Una de las principales funciones que debió cumplir durante esa administración fue la de convocar a elecciones, mismas que fueron celebradas el 1 de octubre de 1893.
Fue candidato del Club Bernardo Reyes para esos comicios, y su campaña contó con el apoyo del propio Bernardo Reyes, por orden expresa del presidente de la República, Porfirio Díaz. Resultó elegido gobernador constitucional de Coahuila, asumiendo el cargo el 15 de diciembre; sin embargo, el 15 de agosto de 1894 se separó del cargo por la constante intervención del general Reyes en los asuntos locales. quedando en su lugar como gobernador sustituto Francisco Arizpe y Ramos.
El licenciado Múzquiz Echaiz falleció el 17 de diciembre de 1901, en Saltillo.